# Mundial de improvisación
El match de improvisación teatral es un formato de representación teatral competitivo creado el 21 de octubre de 1977 en Quebec, Canadá, bajo la dirección del Théâtre Expérimental de Montréal, por Yvon Leduc y Robert Gravel, quienes deseaban experimentar nuevas formas teatrales y de acercamiento al público. Con el fin de romper el elitismo del teatro, tuvieron la idea de utilizar un formato deportivo, y parodiaron la normativa del hockey sobre hielo.
El concepto fue registrado bajo el nombre de «Match de improvisación» y el Mundial de improvisación (en español y en francés) fue igualmente introducido.
Al principio esta forma de competición fue censurada por los actores: por una parte atacaba la metodología clásica; por otra revelaba la competitividad que existía realmente en el mundo del teatro. Pero esta idea de conflicto, fuente de peligro para los improvisadores, interesó al público e impulsó la improvisación, apoyando la creatividad y la espontaneidad.

## Desarrollo del Match de Improvisación
El concepto se desarrolló con gran éxito primeramente en Quebec, y dentro del mundo francófono y  posteriormente ha crecido de manera significativa en el mundo de habla hispana a partir de 1987, cuando llegó a Argentina de la mano del maestro francés Claude Bazin y las jugadoras legendarias de la LNI de Quebèc Silvye Potven y Silvye Gagnon. En ese momento el director de la Liga Profesional de Improvisación Internacional (LPI) (Ricardo Behrens) participa como jugador del 1º histórico Match de improvisación realizado en el mundo de habla hispana, que se transformó también en el primer espectáculo de Impro en idioma español.
En muchos otros países de habla hispana el Match de improvisación se juega pero de manera esporádica, lo cual dificulta su desarrollo y su especificidad. Muchas veces los grupos de improvisación que intentan jugar un match tienen dificultades para lograr la continuidad de una liga con varios equipos y eligen hacer formatos con pocos improvisadores. 

### Formato del Match
El match consta de dos equipos y un árbitro (que puede ir acompañado de otros árbitros auxiliares); y muchas veces suele haber también un presentador, que explica al público las distintas modalidades de match mientras los equipos se preparan en los segundos previos a enfrentarse. El título de cada enfrentamiento se escoge de una lista que ha sido escrita previamente por el público mientras espera para entrar al teatro. Las normas generales son:
- No se pueden usar objetos durante la improvisación.
- No se puede hacer referencias a bromas conocidas.
- El improfighter no puede reírse, ni hacer ninguna referencia a lo que esté ocurriendo fuera del recinto de enfrentamiento.

Hay muchas modalidades de match, pero todas suelen ser o bien comparadas (en las que un equipo improvisa primero y después lo hace el otro) o bien mixtas (los dos equipos salen a escena e improvisan juntos). El número de improfighters en escena puede estar limitado o no; y el tiempo de las improvisaciones es variable, siendo por lo general de no más de 5 minutos. Los estilos de improvisación más comunes suelen ser:
- Libre: no se ajusta a ninguna norma especial, más que a las generales.
- Doblaje: un miembro del equipo va contando una historia, mientras que el resto improvisa. El doblador puede ajustarse a lo que esté haciendo el improvisador, o ser este el que actúe según lo que diga el doblador.
- Fotonovela: un miembro del equipo cuenta una historia, mientras que el resto la representa de fondo mediante escenas en las que no se pueden mover. Los improvisadores deben actuar exclusivamente según lo que les diga el narrador.
- Por estilos: tras cierto tiempo, el árbitro para la improvisación y deja que el público grite distintos temas para que los improvisadores actúen conforme a él. Una vez elegido, se reanuda la actuación.
- Contrarreloj: el equipo hace una improvisación en un tiempo determinado, tras el cual tienen que volver a repetirla en la mitad de tiempo y así sucesivamente, hasta que el lapso de tiempo acaba siendo muy pequeño.

Es notable el desarrollo alcanzado en países como Argentina, en el cual la Liga Profesional de Improvisación (LPI) mantienen una constante actividad de Match de improvisación a nivel profesional y a nivel amateur, generando constantemente nuevos jugadores y árbitros. A partir de esta experiencia y de la necesidad de generar un evento internacional de la magnitud de los mundiales en Francés, Ricardo Behrens (Director de la Liga Profesional de Improvisación Internacional - LPI) propone a Yvon Leduc (Director de la LNI de Canadá y autor de Match de improvisación) la realización de mundiales en español. Es así que en el año 2003 se concreta el Primer Mundial Oficial de Improvisación, en el cual se realiza la 1º Copa del Mundo de Match de improvisación en Buenos Aires, Argentina. A partir del 2004 se realizan varios encuentros entre grupos de impro (México, España, Puerto Rico). En el año 2004 se realiza el Segundo Mundial de Improvisación en español, también en Buenos Aires. En 2007 llegamos a la Tercera edición del Mundial de Improvisación que se realizó entre el 8 y el 18 de noviembre de 2007 en Buenos Aires. Es el evento más grande de Improvisación Teatral de habla hispana: participan 7 países y 8 formatos de improvisación no competitiva, creación de cada compañía. 
En marzo de 2012 se realiza nuevamente la Copa del Mundo de Improvisación en Italia. Participaron de ella Argentina, España, Francia, Inglaterra e Italia. La web oficial fue .

## El mundial de Improvisación
Desde los años 80 es habitual la realización de Mundiales de Improvisación en idioma francés. Canadá, Francia, Bélgica, Suiza e Italia (con una selección en habla francesa) En inglés también se han realizado competencias mundiales, la más importante de ellas se llevó a cabo en Alemania en el año 2006 y fue organizada por la FIFA (a través de Impro Alemania) en el marco de los eventos culturales oficiales del Mundial de Fútbol Alemania 2006. Uno de los dos equipos participantes en habla inglesa fue un representativo de la Liga Profesional de Improvisación Internacional (LPI). Sin embargo el idioma es muchas veces una dificultad extra. Es verdad que los equipos pueden utilizar la comunicación no verbal, e incluso tener integrantes que manejen el inglés o francés como segunda lengua, pero al no ser este el primer idioma muchas el límite es fuerte. Incluso si hay jugadores que manejan mejor el inglés en general no son los mejores improvisadores de la liga. Existen ligas de improvisación por todo el mundo en diferentes lenguajes, como en inglés en Estados Unidos, con premios económicos.
- Datos: Q10921911